# Stylidium aeonioides
Stylidium aeonioides este o specie de plante dicotiledonate din genul Stylidium, familia Stylidiaceae, ordinul Asterales, descrisă de Carlq.. Conform Catalogue of Life specia Stylidium aeonioides nu are subspecii cunoscute.